# National Endowment for the Humanities

Logo

La National Endowment for the Humanities (NEH) è un'agenzia indipendente del governo federale degli Stati Uniti, istituita dal National Foundation on the Arts and Humanities Act del 1965, che sostiene la ricerca, l'istruzione e i programmi pubblici nel campo umanistico. La sede si trova al 400 della Settima Strada a Washington DC, mentre dal 1979 al 2014 era localizzata al 1100 di Pennsylvania Avenue, nel Nancy Hanks Center presso l'Old Post Office.

## Storia e composizione
Il National Endowment for the Humanities fornisce sovvenzioni per progetti umanistici di alta qualità a istituzioni culturali come musei, archivi, biblioteche, biblioteche, college, università, televisione pubblica e stazioni radio, e a singoli studiosi. Nasce nel 1965 sotto la direzione della Fondazione nazionale per le arti e le scienze umane, che comprendeva anche il Fondo nazionale per le arti e in seguito l'Istituto per i servizi museali, come misura per aumentare gli investimenti nella cultura.
L'agenzia crea incentivi per le eccellenze nelle discipline umanistiche attraverso la concessione di borse di studio che rafforzano l'insegnamento e l'apprendimento delle discipline umanistiche nelle scuole e nei college di tutta la nazione, fornendo accesso alle risorse culturali ed educative e rafforzando la base istituzionale delle discipline umanistiche.
Nell'ambito del suo mandato in ogni stato e territorio degli Stati Uniti, l'agenzia sostiene una rete di affiliati privati, senza scopo di lucro, e i 56 Consigli Umanistici di Stato (State humanities councils) negli Stati Uniti.
La fondazione è diretto dal Presidente. Ad affiancare la presidenza è il Consiglio Nazionale delle Scienze Umanistiche, un consiglio di 26 illustri privati cittadini nominati anche dal Presidente e confermati dal Senato. I membri del Consiglio nazionale prestano servizio per sei anni scaglionati.